# Mollie Johnson
Mollie Johnson, född 1853, död efter 1883, var en amerikansk bordellägare, känd från Vilda västerns legendflora. Hon drev en berömd bordell i Deadwood, South Dakota, under guldrushen 1878–1883, där hon var känd som "Blondinernas drottning" ("Queen of the Blondes").

## Biografi
Mollie Johnsons bakgrund är dåligt känd, men hon uppges ha varit född 1853 i Alabama, med föräldrar som utvandrat från County Cork på Irland. Hon skulle redan i 14- eller 15-årsåldern ha börjat tjäna pengar som prostituerad. Enligt rapporter kom hon till Deadwood 1878, då det fanns få kvinnor och många män i staden och en stor efterfrågan på prostituerade.
Två år tidigare bedömdes att cirka 90 procent av de kvinnor som fanns i det dåtida guldgrävarlägret ägnade sig åt prostitution. Detta var en nybyggarmiljö där det var svårt för kvinnor att skaffa sin egen försörjning, och där en kvinna som blivit änka eller förlorat sin far oftast tvingades in i prostitution. Johnson uppges ha varit en ung änka i tjugoårsåldern.

### Giftermål
Mollie Johnson gifte 1878 om sig med den populära, ofta blackface-målade skådespelaren Lew Spencer. Han hade kommit till den nyetablerade staden för att framträda som komiker på den nya Bella Union Theater, där turnerande teatersällskap och andra artister syntes på scen. Trots äktenskapet fortsatte han att arbeta som turnerande skådespelare, alltmedan hon arbetade vidare som bordellägare och prostituerad.
År 1879 greps Spencer i Denver för mordet på en kvinna som visade sig vara hans första hustru; således avslöjades han som bigamist. Det finns inga belägg för att Johnson och Spencer senare skulle ha träffats igen.

### Johnsons bordell

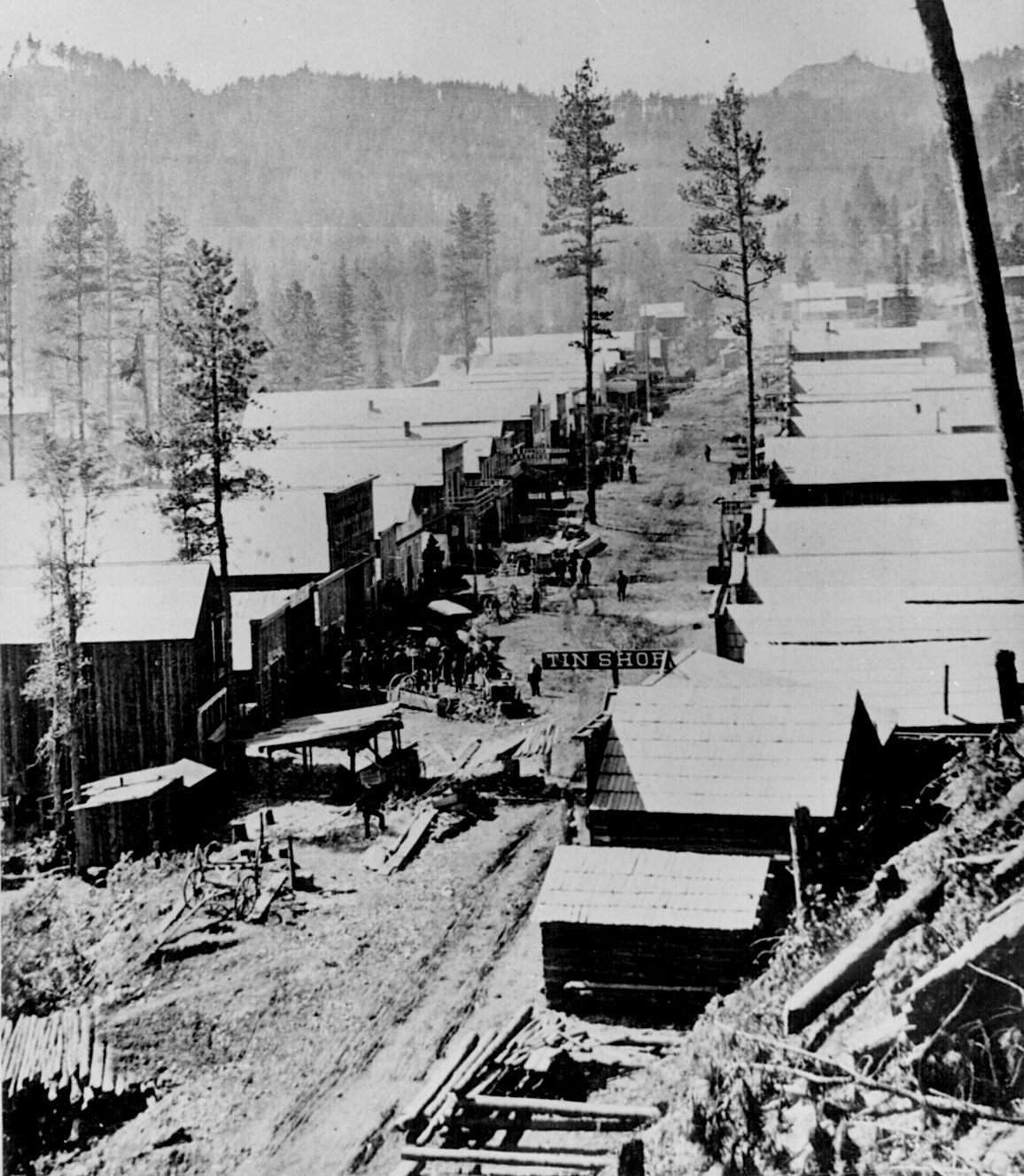
Deadwood 1876, i början av den lokala guldruschen.

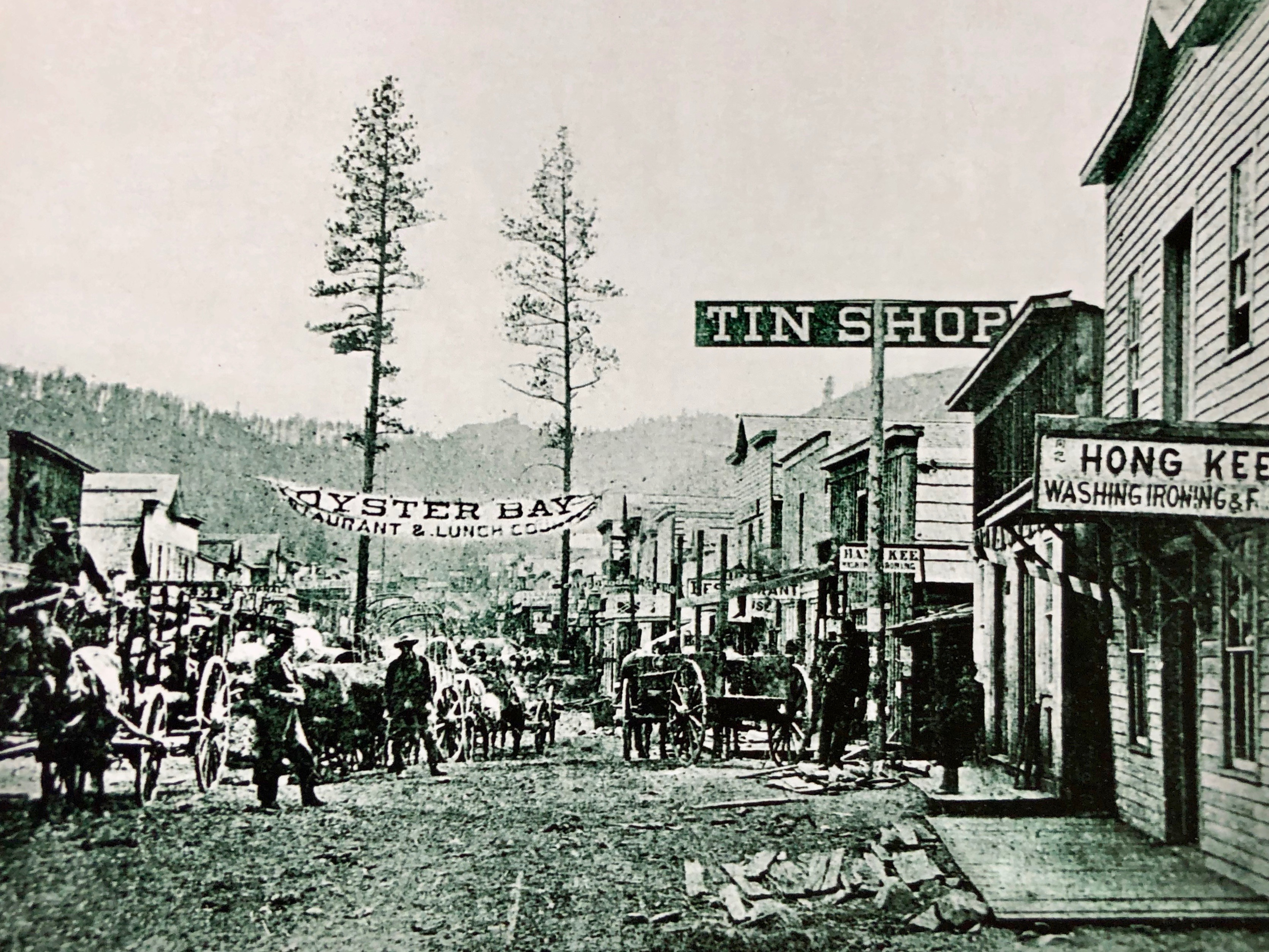
Gatumiljö i Deadwood, 1876.

Johnson startade en egen bordell, på hörnet av Sherman Street och Lee Street och nära Deadwoods Badlands-område. Hon lät där flera unga kvinnor bo och bedriva sin verksamhet som prostituerade, och de blonderade sitt hår (med väteperoxid) för att passa in i det "varumärke" som Johnson hade lanserat. Denna blondering kan jämföras med det dåtida begreppet "painted ladies" ('målade damer') för kvinnliga prostituerade. Kvinnorna kom utöver sin verksamhet som prostituerade att driva egna inackorderingsställen för lösdrivare och andra hemlösa i samhället. Därutöver fungerade de i stor utsträckning även som balladsångare eller dansare vid olika tillställningar i huset; Johnson själv hade en scenakt där hon dansade lättklädd i en form av skuggteater.
Johnsons inrättning var en av stadens två mest omskrivna bordeller, där den andra etablerades cirka 1883 av tonåriga Dora Dufran. Johnson marknadsförde sin inrättning som av "hög klass" och åkte ett antal gånger runt på stan i en dyr hyrd vagn för att marknadsföra sig och sin verksamhet. Vid guldruschens start hade prostitution i regel skett i tält, men tillgången på guld gjorde att det blev lättare att bekosta bygget av riktiga hus.

#### Affärsverksamheten
Betalningen från kunderna kom ofta i form av rent guld, och en bordellmadam hade enligt praxis "rätt" till 40 procent av den prostituerades inkomster. Denna hade fri logi och "beskydd", men hon var tvungen att stå för sina egna kläder och accessoarer.
Bordellen brann ned tre gånger och fick varje gång lov att byggas upp igen. Det var en högljudd och farlig miljö, där kvinnorna konkurrerade om männen både som tänkbara sexköpare och inackorderade, något som ledde till många gräl och slagsmål. Johnson, som själv gjorde vad hon kunde för att få sina ofta tre "flickor" att tala vårdat och bete sig som damer, arresterades ett flertal gånger för olaglig försäljning av alkohol. Ibland kunde de prostituerade hoppas på att få till en långvarig relation med någon kund, och möjligheten att lämna yrket, som när Annie "Little Buttercup" Hizer träffade Black Hills-läkaren C.W. Meyer och med stor pompa och ståt gifte sig den 7 mars 1880.
Till skillnad från andra bordellägare i området arresterades Johnson aldrig för sin verksamhet. Däremot fick Johnson våren 1880 lov att besöka stadens domstol, som kärande i ett mål där en fru Hattie Harnett köpt vin och en diamantring av Johnson utan att betala för sig. På grund av brist på kontanter ådömdes Harnett att istället sälja en bit land i området för att bekosta det utdömda skadeståndet. För prostituerade i Deadwood var lagen dock svår att finna, och i den våldsamma miljön kunde både kunder och arbetsgivare begå övergrepp.

### Karaktär och senare historia
Mollie Johnson beskrivs både som en effektiv affärskvinna och som en godhjärtad person. Det nämns hur hon vid ett tillfälle tog hand om en död anställds kvarlevor, och sedan försökte rädda dennas ägodelar under "The Big Deadwood Fire" den 26 september 1879. I denna stadsbrand, som inleddes med att en oljelampa välte, exploderade krutförråd och 300 företagares egendomar brann ner till grunden. Johnson bidrog även med ekonomisk hjälp till svältoffer på Irland, och vissa har omnämnt henne som en prototyp för "bordellmadamen med ett hjärta av guld". Bland annat donerade hon pengar till lokala kyrkor och till förmån för behövande barn, för arrangemang under 4 juli-festligheterna, liksom mat och kläder till fattiga och böcker till skolorna.
Johnson återstartade dock sin verksamhet inom kort, efter att lagt 7 000 dollar till återuppbyggnadet av affärsfastigheten. Hennes verksamhet förhindrades inte heller av en skorstensbrand och en sovrumsbrand samma novembervecka 1880. Då noterade den allmänna folkräkningen att hon drev ett inackorderingsställe, där hon och fem andra unga kvinnor bodde. 1881 hade inkomsterna från bordellen även lett till att Johnson startat en filial på andra sidan delstatsgränsen, i Leadville i Colorado. Ett mordfall på bordellen förmörkade dock de från början goda affärsutsikterna i den lilla gruvorten vid Klippiga bergen.
Johnson lämnade Deadwood i januari 1883, när guldruschen var definitivt över och marknaden för prostitution minskat. Hennes vidare liv är okänt.

## Prostitutionen i Deadwood
Trots delstatslagar som förbjöd prostitution, utfärdades aldrig någon förordning i Deadwood för att på allvar sätta stopp för den utbredda prostitutionen. I staden fortsatte verksamheten, opåverkad av förändringar i omvärlden. Först 1952 gjordes ett första försök att stoppa bordellverksamheten i staden.
Först 1980 ingrep FBI, arresterade de inblandade i verksamheten och låste lokalerna. Detta gjordes trots lokalt motstånd mot federala "ingrepp" i den lokala affärsverksamheten.